# Salvator Mundi

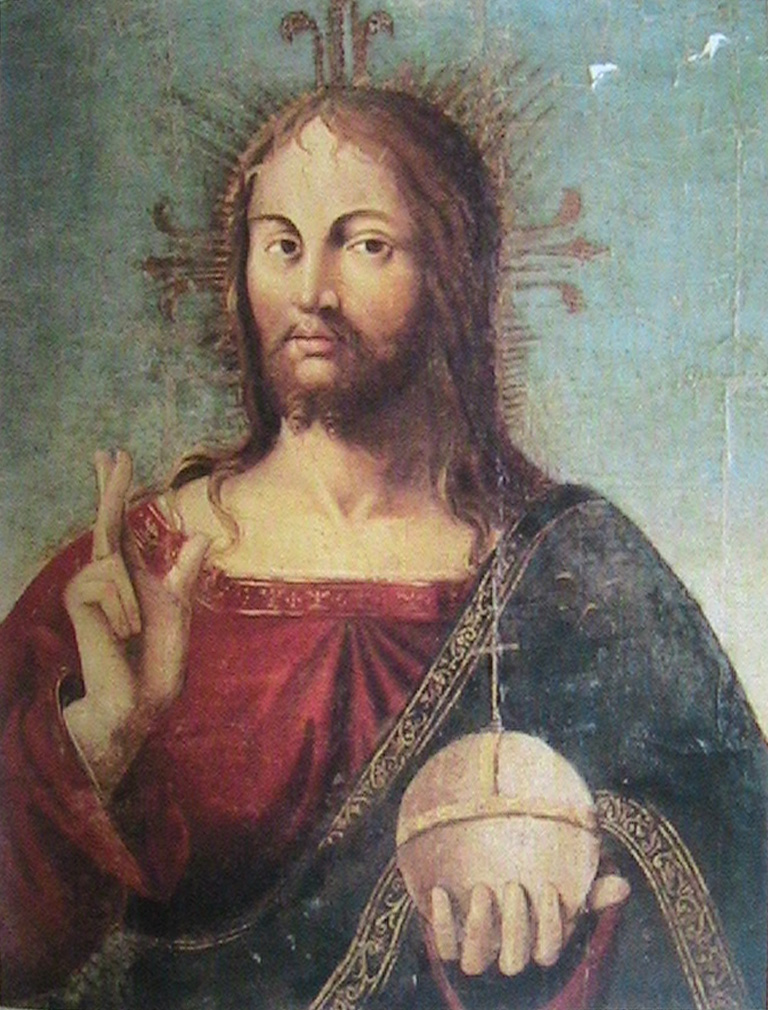
Cristo di Antonello da Messina

Salvator Mundi (el Salvador del món) és un atribut de Crist i una manera convencional de representar a Jesús en l'art. Apareix la seva figura, completa o només el tors, beneint amb la mà dreta el món, que porta simbolitzat amb el globus imperial a la mà esquerra. El tema apareix en pintures, escultures, vitralls i gravats de diferents èpoques, essent força conreat pels pintors flamencs.